# Giro d'Italia 1982
65. ročník cyklistického závodu Giro d'Italia se konal mezi 13. květnem a 6. červnem 1982. Vítězem se stal Francouz Bernard Hinault (Renault–Elf), pro nějž to bylo již druhé vítězství na Giru (předtím zvítězil v ročníku 1980). Na druhém místě se umístili Švéd Tommy Prim a Ital Silvano Contini.
Vítězem bodovací soutěže se po čtvrté v kariéře stal Francesco Moser (Famcucine–Campagnolo), Lucien Van Impe (Metauro Mobili) vyhrál soutěž vrchařů a Impeho týmový kolega Marco Groppo vyhrál soutěž mladých jezdců. Tým Bianchi vyhrál soutěž týmů i bodovací soutěž týmů.

## Týmy
Na Giro d'Italia bylo pozváno celkem 18 týmů. Každý tým poslal na start 9 jezdců, celkem tedy odstartovalo 162 jezdců. Do cíle v Turíně dojelo 110 jezdců.
Týmy, které se zúčastnily závodu, byly:
- Alfa Lum
- Atala–Campagnolo
- Bianchi
- Del Tongo
- Famcucine–Campagnolo
- Gis Gelati
- Hoonved–Bottecchia
- Inoxpran
- Kelme
- Metauro Mobili
- Ovest Campagnolo
- Renault–Elf
- Royal–Wrangler
- Sammontana
- Selle Italia–Chinol
- Selle San Marco–Willier Triestina
- Termolan–Galli
- Zor

## Trasa a etapy

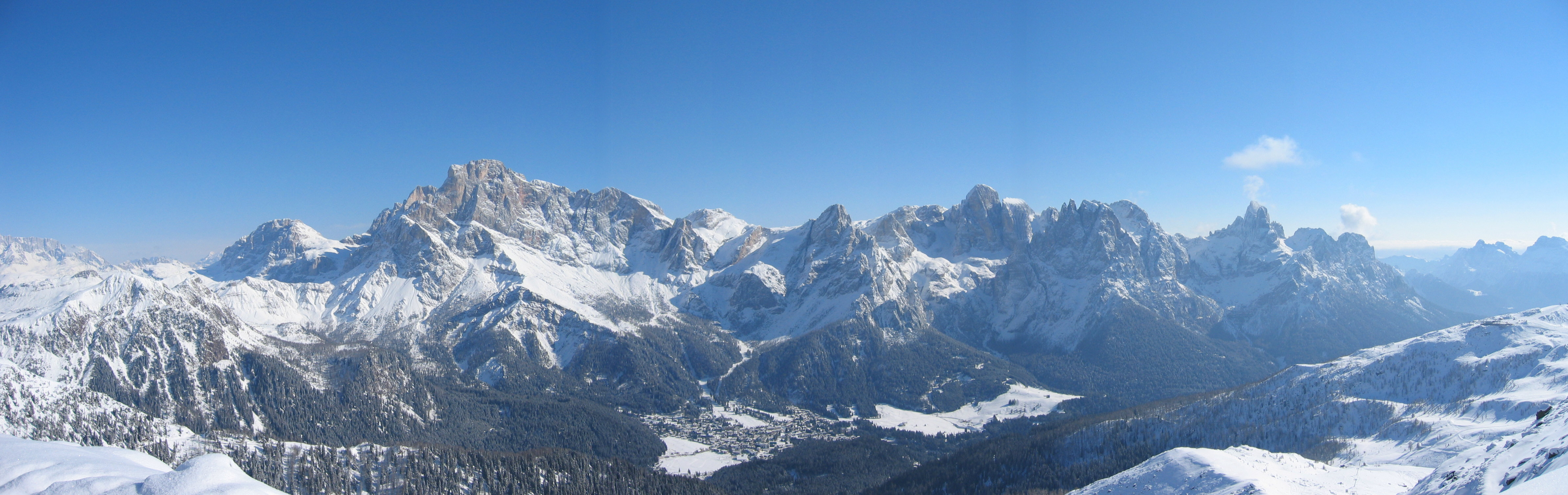
San Martino di Castrozza hostilo konec 243 km dlouhé 16. etapy.

Trasa Gira d'Italia 1982 byla odhalena veřejnosti hlavním organizátorem Vincenzem Torrianim 20. února 1982. Trasa dlouhá 4010,5 km zahrnovala 3 časovky (2 individuální a 1 týmovou) a 11 etap se stoupáními, na nichž bylo možné získat body do vrchařské soutěže. Čtyři z těchto 11 etap měly vrcholové finiše: 11. etapa do Camigliatello Silano, 12. etapa do Campitello Matese, 16. etapa do San Martino di Castrozza a 19. etapa na Colli di San Fermo. Organizátoři se rozhodli zahrnout 2 dny volna. Ve srovnání s předchozím ročníkem byla trasa o 114,9 km delší a obsahovala o jednu časovku méně. Také závod neobsahoval žádné půlené etapy.
| Etapa | Datum         | Trasa                                | Vzdálenost            | Typ                   | Typ                   | Vítěz                   |                       |
| ----- | ------------- | ------------------------------------ | --------------------- | --------------------- | --------------------- | ----------------------- | --------------------- |
| P     | 13. května    | Milán                                | 16 km (10 mi)         |                       | Týmová časovka        | Renault-Elf             |                       |
| 1     | 14. května    | Parma - Viareggio                    | 174 km (108 mi)       |                       | Horská etapa          | Giuseppe Saronni (ITA)  |                       |
| 2     | 15. května    | Viareggio - Cortona                  | 233 km (145 mi)       |                       | Rovinatá etapa        | Michael Wilson (AUS)    |                       |
| 3     | 16. května    | Perugia - Assisi                     | 37 km (23 mi)         |                       | Individuální časovka  | Bernard Hinault (FRA)   |                       |
| 4     | 17. května    | Assisi - Řím                         | 169 km (105 mi)       |                       | Rovinatá etapa        | Urs Freuler (SUI)       |                       |
| 5     | 18. května    | Řím - Caserta                        | 213 km (132 mi)       |                       | Rovinatá etapa        | Urs Freuler (SUI)       |                       |
| 6     | 19. května    | Caserta - Castellammare di Stabia    | 130 km (81 mi)        |                       | Horská etapa          | Silvano Contini (ITA)   |                       |
| 7     | 20. května    | Castellammare di Stabia - Diamante   | 226 km (140 mi)       |                       | Rovinatá etapa        | Francesco Moser (ITA)   |                       |
|       | 21. května    | Den odpočinku                        | Den odpočinku         | Den odpočinku         | Den odpočinku         | Den odpočinku           | Den odpočinku         |
| 8     | 22. května    | Taormina - Agrigento                 | 248 km (154 mi)       |                       | Horská etapa          | Moreno Argentin (ITA)   |                       |
| 9     | 23. května    | Agrigento - Palermo                  | 151 km (94 mi)        |                       | Horská etapa          | Giuseppe Saronni (ITA)  |                       |
| 10    | 24. května    | Cefalù - Messina                     | 197 km (122 mi)       |                       | Rovinatá etapa        | Urs Freuler (SUI)       |                       |
| 11    | 25. května    | Palmi - Camigliatello Silano         | 229 km (142 mi)       |                       | Horská etapa          | Bernard Becaas (FRA)    |                       |
|       | 26. května    | Den odpočinku                        | Den odpočinku         | Den odpočinku         | Den odpočinku         | Den odpočinku           | Den odpočinku         |
| 12    | 27. května    | Cava de' Tirreni - Campitello Matese | 171 km (106 mi)       |                       | Horská etapa          | Bernard Hinault (FRA)   |                       |
| 13    | 28. května    | Campitello Matese - Pescara          | 164 km (102 mi)       |                       | Horská etapa          | Silvano Contini (ITA)   |                       |
| 14    | 29. května    | Pescara - Urbino                     | 248 km (154 mi)       |                       | Rovinatá etapa        | Guido Bontempi (ITA)    |                       |
| 15    | 30. května    | Urbino - Comacchio                   | 190 km (118 mi)       |                       | Rovinatá etapa        | Silvestro Milani (ITA)  |                       |
| 16    | 31. května    | Comacchio - San Martino di Castrozza | 243 km (151 mi)       |                       | Horská etapa          | Vicente Belda (ESP)     |                       |
| 17    | 1. června     | Fiera di Primiero - Boario Terme     | 235 km (146 mi)       |                       | Horská etapa          | Silvano Contini (ITA)   |                       |
| 18    | 2. června     | Piancogno - Montecampione            | 85 km (53 mi)         |                       | Horská etapa          | Bernard Hinault (FRA)   |                       |
| 19    | 3. června     | Boario Terme - Vigevano              | 162 km (101 mi)       |                       | Rovinatá etapa        | Robert Dill-Bundi (SUI) |                       |
| 20    | 4. června     | Vigevano - Cuneo                     | 177 km (110 mi)       |                       | Rovinatá etapa        | Francesco Moser (ITA)   |                       |
| 21    | 5. června     | Cuneo - Pinerolo                     | 254 km (158 mi)       |                       | Horská etapa          | Giuseppe Saronni (ITA)  |                       |
| 22    | 6. června     | Pinerolo - Turín                     | 42,5 km (26 mi)       |                       | Individuální časovka  | Bernard Hinault (FRA)   |                       |
|       | Celková délka | Celková délka                        | 4 010,5 km (2 492 mi) | 4 010,5 km (2 492 mi) | 4 010,5 km (2 492 mi) | 4 010,5 km (2 492 mi)   | 4 010,5 km (2 492 mi) |

## Průběžné pořadí

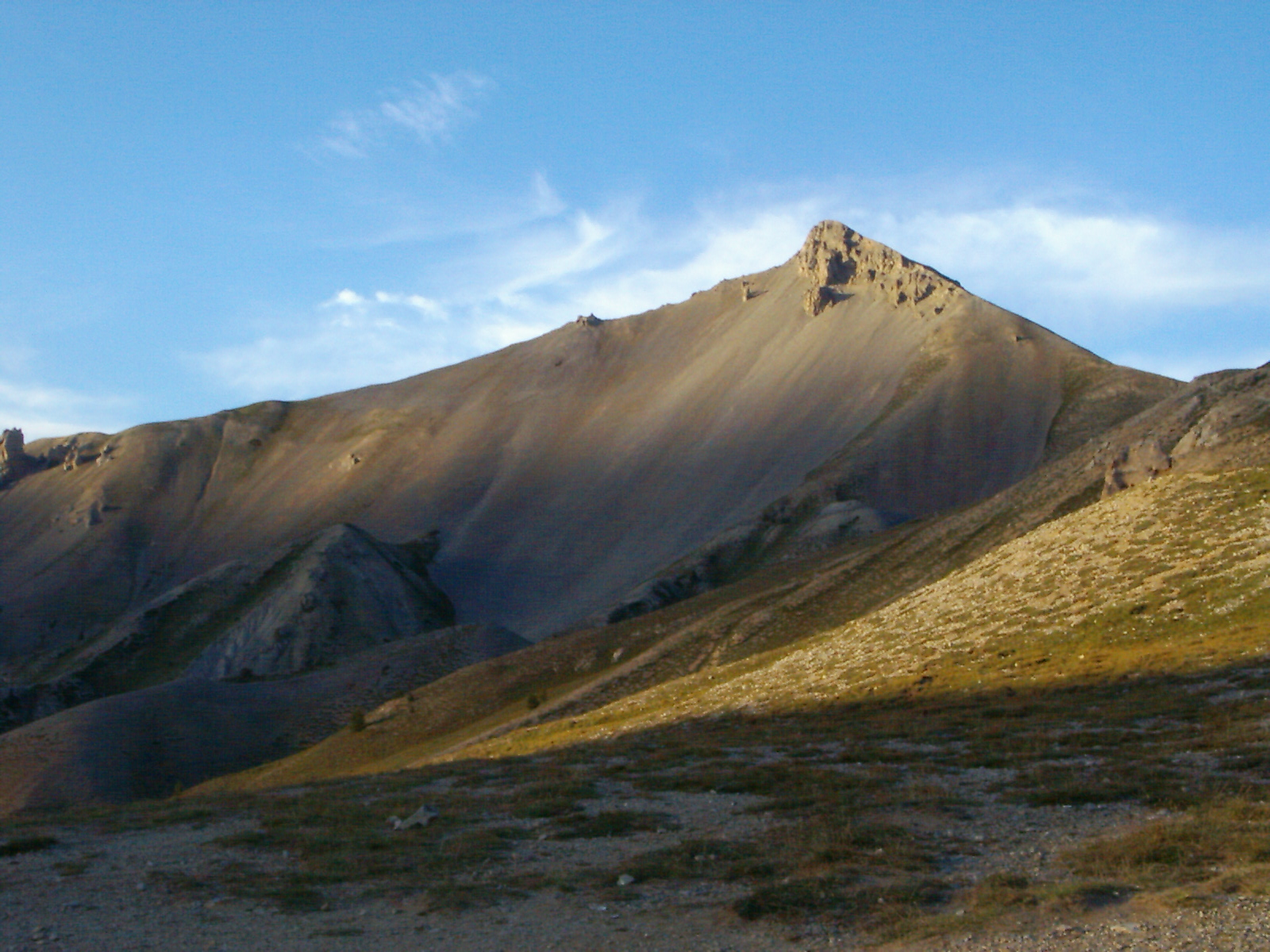
Col d'Izoard byl Cima Coppi Gira d'Italia 1982.

Během Gira d'Italia 1982 byly nošeny 4 různé dresy. Lídr celkového pořadí - kalkulovaného sčítáním časů dojezdů a přidáváním časových bonusů prvním 3 jezdcům v cíli etap s hromadným startem - nosil růžový dres. Tato klasifikace je nejdůležitější v celém závodu a její vítěz je považován za celkového vítěze závodu.
Body v bodovací soutěži, jejíž lídr nosil fialový dres, bylo možné získat za dokončení etapy mezi prvními 15 jezdci. Další body bylo možné získat na sprinterských prémiích. Zelený dres byl udělován vedoucímu závodníkovi vrchařské soutěže. V této klasifikaci bylo možné získat body za dosažení vrcholu před ostatními jezdci. Každé hodnocené stoupání bylo klasifikováno jako první, druhé nebo třetí kategorie, s více dostupnými body na prémiích vyšší kategorie. Na Cimě Coppi, nejvyšším bodu trasy, bylo možné získat více bodů, než na normálních prémiích první kategorie. Cima Coppi tohoto ročníku byl Col d'Izoard. První jezdec, který dosáhl Col d'Izoardu byl Belgičan Lucien Van Impe. Bílý dres byl udělován lídrovi soutěže mladých jezdců. Tato soutěž fungovala na stejném principu jako celkové pořadí, ale této soutěže se mohli zúčastnit pouze neo-profesionálové (závodníci, kteří jsou profesionálové 3 a méně let).
Existovala zde i klasifikace týmů, v níž se po každé etapě přičetly časy 3 nejlepších cyklistů. Vedoucí tým byl ten s nejnižším celkovým časem. Zároveň zde byla i bodovací soutěž týmů. Tým s nejvyšším počtem bodů vedl tuto soutěž.
| Etapa          | Vítěz             | Celkové pořadí · | Bodovací soutěž · | Vrchařská soutěž ·      | Soutěž mladých jezdců · | Soutěž týmů |
| -------------- | ----------------- | ---------------- | ----------------- | ----------------------- | ----------------------- | ----------- |
| P              | Renault-Elf       | Bernard Hinault  | neuděleno         | neuděleno               | neuděleno               | Renault-Elf |
| 1              | Giuseppe Saronni  | Patrick Bonnet   | Giuseppe Saronni  | Faustino Rupérez Rincón | ?                       | Renault-Elf |
| 2              | Michael Wilson    | Laurent Fignon   | Giuseppe Saronni  | Faustino Rupérez Rincón | ?                       | Renault-Elf |
| 3              | Bernard Hinault   | Bernard Hinault  | Giuseppe Saronni  | Faustino Rupérez Rincón | ?                       | Bianchi     |
| 4              | Urs Freuler       | Bernard Hinault  | Giuseppe Saronni  | Faustino Rupérez Rincón | ?                       | Bianchi     |
| 5              | Urs Freuler       | Bernard Hinault  | Urs Freuler       | Faustino Rupérez Rincón | ?                       | Bianchi     |
| 6              | Silvano Contini   | Bernard Hinault  | Giuseppe Saronni  | Lucien Van Impe         | ?                       | Bianchi     |
| 7              | Francesco Moser   | Francesco Moser  | Francesco Moser   | Lucien Van Impe         | ?                       | Bianchi     |
| 8              | Moreno Argentin   | Francesco Moser  | Francesco Moser   | Lucien Van Impe         | ?                       | Bianchi     |
| 9              | Giuseppe Saronni  | Francesco Moser  | Giuseppe Saronni  | Lucien Van Impe         | ?                       | Bianchi     |
| 10             | Urs Freuler       | Francesco Moser  | Francesco Moser   | Lucien Van Impe         | ?                       | Bianchi     |
| 11             | Bernard Becaas    | Francesco Moser  | Francesco Moser   | Lucien Van Impe         | ?                       | Bianchi     |
| 12             | Bernard Hinault   | Bernard Hinault  | Francesco Moser   | Lucien Van Impe         | ?                       | Bianchi     |
| 13             | Silvano Contini   | Bernard Hinault  | Francesco Moser   | Lucien Van Impe         | ?                       | Bianchi     |
| 14             | Guido Bontempi    | Bernard Hinault  | Francesco Moser   | Lucien Van Impe         | ?                       | Bianchi     |
| 15             | Silvestro Milani  | Bernard Hinault  | Francesco Moser   | Lucien Van Impe         | ?                       | Bianchi     |
| 16             | Vicente Belda     | Bernard Hinault  | Francesco Moser   | Lucien Van Impe         | ?                       | Bianchi     |
| 17             | Silvano Contini   | Silvano Contini  | Francesco Moser   | Lucien Van Impe         | Marco Groppo            | Bianchi     |
| 18             | Bernard Hinault   | Bernard Hinault  | Francesco Moser   | Lucien Van Impe         | Marco Groppo            | Bianchi     |
| 19             | Robert Dill-Bundi | Bernard Hinault  | Francesco Moser   | Lucien Van Impe         | Marco Groppo            | Bianchi     |
| 20             | Francesco Moser   | Bernard Hinault  | Francesco Moser   | Lucien Van Impe         | Marco Groppo            | Bianchi     |
| 21             | Giuseppe Saronni  | Bernard Hinault  | Francesco Moser   | Lucien Van Impe         | Marco Groppo            | Bianchi     |
| 22             | Bernard Hinault   | Bernard Hinault  | Francesco Moser   | Lucien Van Impe         | Marco Groppo            | Bianchi     |
| Konečné pořadí | Konečné pořadí    | Bernard Hinault  | Francesco Moser   | Lucien Van Impe         | Marco Groppo            | Bianchi     |

## Konečné pořadí
| Legenda       | Legenda                           | Legenda      | Legenda                                |
| ------------- | --------------------------------- | ------------ | -------------------------------------- |
| Pink jersey   | Označuje vítěze celkového pořadí. | Green jersey | Označuje vítěze vrchařské soutěže.     |
| Purple jersey | Označuje vítěze bodovací soutěže. | White jersey | Označuje vítěze soutěže mladých jezdců |

### Celkové pořadí
| Pořadí | Jezdec                         | Tým                | Čas          |
| ------ | ------------------------------ | ------------------ | ------------ |
| 1      | Bernard Hinault (FRA)          | Renault-Elf        | 110h 07' 55" |
| 2      | Tommy Prim (SWE)               | Bianchi            | + 2' 35"     |
| 3      | Silvano Contini (ITA)          | Bianchi            | + 2' 47"     |
| 4      | Lucien Van Impe (BEL)          | Metauro Mobili     | + 4' 31"     |
| 5      | Gianbattista Baronchelli (ITA) | Bianchi            | + 6' 09"     |
| 6      | Giuseppe Saronni (ITA)         | Del Tongo          | + 10' 52"    |
| 7      | Mario Beccia (ITA)             | Hoonved-Bottecchia | + 11' 06"    |
| 8      | Francesco Moser (ITA)          | Famcucine          | + 11' 57"    |
| 9      | Marco Groppo (ITA)             | Metauro Mobili     | + 14' 43"    |
| 10     | Faustino Rupérez Rincón (ESP)  | Zor                | + 14' 57"    |

### Bodovací soutěž
| Pořadí | Jezdec                         | Tým                | Body |
| ------ | ------------------------------ | ------------------ | ---- |
| 1      | Francesco Moser (ITA)          | Famcucine          | 247  |
| 2      | Giuseppe Saronni (ITA)         | Del Tongo          | 207  |
| 3      | Bernard Hinault (FRA)          | Renault-Elf        | 171  |
| 4      | Silvano Contini (ITA)          | Bianchi            | 153  |
| 5      | Tommy Prim (SWE)               | Bianchi            | 126  |
| 6      | Urs Freuler (SUI)              | Atala-Campagnolo   | 115  |
| 7      | Lucien Van Impe (BEL)          | Metauro Mobili     | 96   |
| 8      | Mario Beccia (ITA)             | Hoonved-Bottecchia | 94   |
| 9      | Gianbattista Baronchelli (ITA) | Bianchi            | 80   |
| 10     | Noël Dejonckeere (BEL)         | Gis Gelati         | 78   |

### Vrchařská soutěž
| Pořadí | Jezdec                         | Tým                | Body |
| ------ | ------------------------------ | ------------------ | ---- |
| 1      | Lucien Van Impe (BEL)          | Metauro Mobili     | 860  |
| 2      | Bernard Hinault (FRA)          | [Renault-Elf       | 380  |
| 3      | Silvano Contini (ITA)          | Bianchi            | 290  |
| 4      | Gianbattista Baronchelli (ITA) | Bianchi            | 260  |
| 5      | Faustino Rupérez Rincón (ESP)  | Zor                | 200  |
| 6      | Mario Beccia (ITA)             | Hoonved-Bottecchia | 165  |
| 7      | Urs Freuler (SUI)              | Atala-Campagnolo   | 150  |
| 8      | Fabrizio Verza (ITA)           | Gis Gelati         | 125  |
| 9      | Davide Cassani (ITA)           | Termolan-Galli     | 120  |
| 9      | Bert Pronk (NED)               | Bibione-Stern TV   | 120  |

### Soutěž mladých jezdců
| Pořadí | Jezdec                  | Tým                              | Čas          |
| ------ | ----------------------- | -------------------------------- | ------------ |
| 1      | Marco Groppo (ITA)      | Metauro Mobili                   | 110h 22' 38" |
| 2      | Laurent Fignon (FRA)    | Renault-Elf                      | + 26' 16"    |
| 3      | Czesław Lang (POL)      | Gis Gelati                       | + 28' 20"    |
| 4      | Fabrizio Verza (ITA)    | Gis Gelati                       | + 31' 52"    |
| 5      | Giovanni Testolin (ITA) | Selle San Marco-Wilier Triestina | + 49' 14"    |
| 6      | Franco Chioccioli (ITA) | Selle Italia-Chinol              | + 56' 56"    |
| 7      | Erminio Rizzi (ITA)     | Zor                              | + 1h 02' 17" |
| 8      | Álvaro Pino (ESP)       | Gis Gelati                       | + 1h 09' 06" |
| 9      | Giuseppe Lanzoni (ITA)  | Atala-Campagnolo                 | + 1h 17' 19" |
| 10     | Marc Madiot (FRA)       | Renault-Elf                      | + 1h 17' 45" |

### Soutěž Traguardi Fiat
| Pořadí | Jezdec                         | Tým              | Body |
| ------ | ------------------------------ | ---------------- | ---- |
| 1      | Palmiro Masciarelli (ITA)      | Metauro Mobili   | 45   |
| 2      | Giovanni Renosto (ITA)         | Renault-Elf      | 36   |
| 3      | Francesco Moser (ITA)          | Famcucine        | 18   |
| 4      | Gianbattista Baronchelli (ITA) | Bianchi          | 12   |
| 5      | Moreno Argentin (ITA)          | Sammontana       | 8    |
| 5      | Silvano Contini (ITA)          | Bianchi          | 8    |
| 7      | Walter Delle Case (ITA)        | Atala-Campagnolo | 7    |
| 7      | Leonardo Natale (ITA)          | Del Tongo        | 7    |
| 9      | Eduardo Chozas (ESP)           | Zor              | 6    |
| 10     | Marino Amadori (ITA)           | Famcucine        | 5    |

### Soutěž týmů
| Pořadí | Tým                              | Čas          |
| ------ | -------------------------------- | ------------ |
| 1      | Bianchi                          | 330h 35' 38" |
| 2      | Del Tongo                        | + 49' 43"    |
| 3      | Famcucine                        | + 1h 30' 03" |
| 4      | Renault-Elf                      | + 1h 32' 03" |
| 5      | Gis Gelati                       | + 1h 35' 53" |
| 6      | Zor                              | + 1h 49' 54" |
| 7      | Metauro Mobili                   | + 2h 10' 06" |
| 8      | Selle San Marco-Wilier Triestina | + 2h 25' 30" |
| 9      | Inoxpran                         | + 2h 56' 47" |
| 10     | Hoonved-Bottecchia               | + 3h 00' 42" |

### Bodovací soutěž týmů
| Pořadí | Tým                              | Body |
| ------ | -------------------------------- | ---- |
| 1      | Bianchi                          | 381  |
| 2      | Famcucine                        | 316  |
| 3      | Del Tongo                        | 238  |
| 4      | Hoonved-Bottecchia               | 221  |
| 5      | Metauro Mobili                   | 218  |
| 6      | Atala-Campagnolo                 | 217  |
| 7      | Gis Gelati                       | 169  |
| 8      | Selle San Marco-Wilier Triestina | 141  |
| 9      | Inoxpran                         | 107  |
| 10     | Termolan-Galli                   | 98   |